# 楊國華 (土司)
楊國華（1828年—1875年），果敢土司，1840年接受中國清朝冊封，並賜給銅印，果敢成為中國認可的漢族土司政權。
在楊國華任果敢土司的時期，與西方的木邦發生戰爭，果敢取得了怒江西岸的領土。中國雲南發生動亂，杜文秀起兵反清，反清的回族軍隊流入果敢。最初果敢與回族合作，並接納戰敗的回族。楊國正接任土司之後，與清軍合作，引起回族的怨恨和不滿，回族的部隊轉包圍楂子樹果敢土司衙門。果敢軍隊與來自鎮康的清軍合力擊退了入侵者，馬靈驥率領回部向南退入葫蘆王地，建立班弄。